# داني فراغوسو
داني فراغوسو (بالإسبانية: Dani Fragoso) هو لاعب كرة قدم إسباني في مركز الدفاع، ولد في 31 مارس 1982 في ماتارو في إسبانيا. لعب مع أتليتيكو بالياريس وإسبانيول ب وسيوداد دي مورسيا ونادي ألباسيتي ونادي ألكوركون ونادي أوسبيتاليت ونادي إكستريمادورا ونادي برشلونة ب ونادي شيفاز يو إس أي ونادي قادش ونادي مليلية.

## وصلات خارجية
- داني فراغوسو على موقع الدوري الأمريكي (الإنجليزية)
- داني فراغوسو على موقع قاعدة بيانات كرة القدم.إي يو (الإنجليزية)
- داني فراغوسو على موقع Soccerway.com (الإنجليزية)
- داني فراغوسو على موقع AS.com (الإسبانية)